# Avtotor
La compañía Avtotor (del ruso: Автотор) es una fábrica de ensamblaje de automóviles ubicada en la región de Kaliningrado, Rusia, fundada en el año 1996. En 2008, era una de las compañías más grandes de Rusia en producción y montaje de las marcas de automóviles BMW, Chevrolet, Hummer y Kia.
En 2006, ocupaba el puesto N.°69 en la lista de las 200 mayores empresas privadas rusas, según la revista Forbes. Los ingresos de la compañía en 2011 ascendieron a cuatro millones de euros (estimación propia).

## Historia
La historia de Avtotor comenzó en 1996, cuando un grupo de inversionistas liderado por el socio mayoritario actual y presidente de la junta directiva Vladimir Shcherbakov —ex vice primer ministro de la URSS y Presidente de la sociedad Goskomtrud URSS— hicieron aportes de capital de 130 millones de dólares (USD) para la adquisición de un conjunto de equipos de la planta de montaje que tenía la filial de Nissan, en Grecia, destinado a la producción de automóviles Nissan para Europa. Así, la planta fue instalada en una de las bodegas vacías del astillero de Kaliningrado. El nombre de la empresa fue elegido mediante la conjunción de las palabras "Avto" y "TOP" (que en alemán: Tor, puerta"). La nueva planta inició, en 1997, el montaje de los primeros modelos de automóviles de marca Kia que ensambló la firma. Después de la crisis de 1998, la empresa se encontró en una difícil situación financiera, introduciendo un automóvil de producción local,  pese a las cuotas de mercado de importación de coches extranjeros en el mercado ruso.
Como salida para escapar de la crisis, varios planes fueron ideados para ayudar a la compañía, y al final se desarrolló un importante contrato, con varias firmas extranjeras, para el ensamblaje de sus vehículos; como la BMW, así como hacer la transición a contratar el montaje de coches en conjuntos de kits de ensamblaje, cuando para "Avtotor" no era ya necesaria la adquisición de esos conjuntos para su producción. En el futuro, la compañía comenzará una asociación con GM, para ensamblar el Chevrolet Lacetti.

### Primeros productos: BMW
En julio de 2009, la capacidad de la planta "Avtotor" fue elevada, y se comenzó a producir la serie de vehículo deportivo utilitario (SUV) de la marca, con la serie BMW X5 y BMW X6. A finales de mayo de 2010, "Avtotor" anunció el lanzamiento de la producción de la BMW Serie 5 y en el 2011, llegan desde Alemania, los primeros kits de ensamblaje para el coche. El total de producción planeada, por la directiva en 2010, en Kaliningrado, es de hasta 9 a 10 millones de vehículos de diferentes modelos de BMW, de los cuales salen las primeras 1.600 copias de la nueva Serie 5. En el verano de 2010, ya estaban disponibles, en los concesionarios autorizados de la "Avtotor", sus primeros vehículos ensamblados en Rusia. Para producir la línea del modelo BMW F10, las directivas crearon 73 puestos de trabajo más; y, ya se conoce que la primera etapa de desarrollo de los modelos disponibles a la venta, serán los sedanes de lujo 523i y 523i. Los modelos de esta serie de la BMW, se producirán, en Kaliningrado, y ya hay disponibles hasta ocho modelos de la misma gama germana.

### Cooperación con Kia Motors
En 1996, la estadounidense General Motors firmó un acuerdo con "Avtotor". Asimismo y en el mismo periodo llegan los primeros conjuntos para el ensamblaje de modelos de Kia Motors, lanzando al mercado ruso, sus coches surcoreanos de bajo precio, obteniendo un éxito inmediato. Durante el proyecto, las líneas de producción de la planta produjeron más de 240.000 vehículos de esa marca. En la actualidad, el grupo de empresas "Avtotor" produce seis modelos de automóviles de la Kia (CEE'D, Sportage 3 (SLS), Soul, Carens, Río, Mohave); todos ellos modelos de coches de pasajeros.

### Cooperación con NAC
En junio de 2005, se creó la sociedad "Avtotor-Trucks", incluida en el grupo de empresas "Avtotor", y se comenzó a colaborar con Naveco, que forma parte de la Nanjing Automobile Co. La marca presentada fue la Yuejin -con una amplia gama de camiones de reparto- todos de plataforma baja, con una capacidad de carga útil de entre 0,8 a 24 t. El 10 de agosto de 2006, se completó el primer lote de vehículos, vendiéndose con éxito. Y en 2007, la "Avtotor-Trucks" había producido y vendidos a través de su agente, "Avtotor Vans" más de 1900 unidades de vehículos comerciales.
En 2007, "Avtotor-Trucks", como el resto del grupo "Avtotor" recibió un certificado de conformidad de las normas de gestión de calidad ISO 9002. Hasta la fecha, el chasis en curso de producción es de la marca Yuejin, con la gama de modelos NJ 1020, NJ 1041 y NJ 1080.

### Cooperación con General Motors
En agosto de 2003, la GM y Avtotor firmaron acuerdos de organización de la producción, en las fábricas de modelos de automóviles, bajo licencia de algunas de las marcas de GM, en las instalaciones de la "Avtotor" en Kaliningrado. En 2004, comenzó la producción de vehículos como Hummer H2, Chevrolet TrailBlazer, y Chevrolet Tahoe, más tarde se les unió la gama de lujo de los autos Cadillac.
El 21 de noviembre de 2008, comenzó la producción del Chevrolet Lacetti a ciclo completo, incluyendo soldadura y pintura. La inversión total en la organización de la producción de GM y "Avtotor" ascendió a € 80 millones. En 2011, el "Avtotor" tenía previsto trabajar la segunda etapa de la producción. Hoy, en "Avtotor", los modelos éxitos de marcas como Opel (Astra, Zafira, Meriva) de Daewoo (Chevrolet Lacetti, Aveo, Épica) y de la Cadillac (Cadillac SRX y Cadillac Escalade) se ensamblan en sus instalaciones para el mercado ruso y de Europa oriental. En 2009, se discontinuó la producción del Hummer H2.

### Cooperación con Chery Automobile
En la planta de "Avtotor", Rusia, se inicia en 2006, el montaje de automóviles Chery, en sus instalaciones de Kaliningrado. Y sus ventas de automóviles Chery comenzaron oficialmente en mayo de 2006. Ese año 2006, se vendieron cerca de 13.000 unidades de dicha marca, de los cuales, se segmentó así su venta: 
- Chery Amulet - 8.581 unidades.
- Chery QQ - 1.959 unidades.
- Chery Tiggo - 1.223 unidades.
- Chery Oriental Son - 32 unidades.
- Chery Fora - 257 unidades.

En el primer semestre de 2007, las ventas de dicha marca en Rusia, fueron por un total de 18.558 vehículos; siendo así su participación:
- Chery Amulet- 10.119 unidades.
- Chery Tiggo - 4.986 unidades.
- Chery Fora - 2.596 unidades.
- Chery QQ - 825 unidades.
- Chery Oriental Son - 32 unidades.

Así, le permitió a la Chery tener el 12.º lugar en la clasificación general de ventas de autos en Rusia. En 2007, se vendieron en Rusia 37.120 vehículos de la marca Chery, todos ensamblados en "Avtotor" de Kaliningrado. La producción en el mismo año fue de 42.000 unidades de la marca Chery. En marzo de 2008, "Avtotor" cesó el proceso de montaje de automóviles de la marca Chery. La razón aducible para tal hecho fue la enorme desventaja que le supuso el montaje y entrada en funciones de la Zona Económica Especial, pues la importación de repuestos y partes libres de aranceles en los componentes fue poco competitiva frente a vehículos totalmente hechos en China que llegaban a menor precio.

### Cooperación con Hyundai Motor Co.
En septiembre de 2012, la empresa comenzó a producir el vehículo comercial ligero Hyundai HD-78, con una capacidad de 3,5 t; y, en 2013, los camiones Hyundai HD-170 y HD-120. En marzo de 2013, comenzaron a ensamblar el sedán Hyundai i40, y en julio de 2013, se consolida armando el Hyundai Equus. En octubre de 2015, se añade el Hyundai Elantra a la línea de producción.

## Actualidad
En la actualidad, se está trabajando para ampliar la gama de vehículos con mayor capacidad. "Avtotor-Trucks" y su distribuidor "Vans Avtotor" ofrece una amplia gama de servicios adicionales, como - furgonetas isotérmicas, plataformas de carga con manipuladores diferentes, transportistas, y otros complementos. 